# Staré Sedlo (Karlovy Vary)
Staré Sedlo (in tedesco Alt Sattl) è un comune della Repubblica Ceca facente parte del distretto di Sokolov, nella regione di Karlovy Vary.